# Ghetto di Białystok
Il Ghetto di Białystok è stato uno dei più ampi tra i ghetti nazisti della seconda guerra mondiale nei territori conquistati in seguito all'invasione tedesca dell'Unione Sovietica. Istituito il 26 luglio 1941, servì come luogo di raccolta per oltre 40.000 ebrei della città e dei villaggi limitrofi. La sua popolazione, progressivamente ridotta da eccidi e deportazioni, fu usata come manodopera per l'industria bellica tedesca fino alla definitiva liquidazione del ghetto nel settembre 1943. Nonostante l'eroico tentativo di rivolta del ghetto di Białystok nell'agosto 1943, la quasi totalità degli abitanti del ghetto fu uccisa a Treblinka, Majdanek o Auschwitz. I superstiti non furono più di 300-400.

## Storia
Allo scoppio della seconda guerra mondiale gli ebrei residenti a Białystok in Polonia erano circa 50.000, oltre il 40% dell'intera popolazione locale. Białystok era uno dei centri più vitali della presenza ebraica in Polonia.
Le truppe di invasione tedesca della Polonia giunsero in città il 15 settembre 1939, ma solo per consegnarla una settimana dopo nelle mani dell'Unione Sovietica, secondo i termini del patto Ribbentrop-Molotov.
Nei ventuno mesi in cui Białystok rimase sotto il controllo sovietico, la popolazione ebraica della città e del distretto circostante si era gonfiata a circa 60.000 unità, a causa dell'afflusso di rifugiati dalla Polonia occupata dalla Germania

### L'occupazione tedesca e i primi eccidi
Con l'inizio dell'invasione tedesca dell'Unione Sovietica il 22 giugno 1941, i tedeschi occuparono nuovamente Białystok il 27 giugno.
Il giorno stesso dell'entrata delle truppe tedesche in città (un giorno diventato noto dalla comunità ebraica come il "Venerdì di sangue"), uno speciale reparto di polizia penetro' nel quartiere ebraico attorno alla Grande Sinagoga. Armati di pistole automatiche e bombe a mano, iniziarono a uccidere ebrei nelle strade e nelle case della zona. Almeno 700 ebrei furono rinchiusi nella sinagoga, che fu quindi incendiata con tutti i suoi occupanti. I nazisti spinsero a colpi di mitraglia altre centinaia di vittime verso le fiamme. Alla fine si conteranno almeno 2.000-2.200 morti.
Nelle due settimane successive (il 3 e il 12 luglio) altri 4.000 ebrei furono massacrati da un commando speciale (l'Einsatzkommando 9) in un campo aperto vicino a Pietraszek. Gli stessi Heinrich Himmler e Adolf Eichmann visiteranno la città in quei giorni per valutare l'impatto e l'efficacia della prima ondata di attività degli Einsatzgruppen.

### Il ghetto (26 luglio 1941 - 15 settembre 1943)

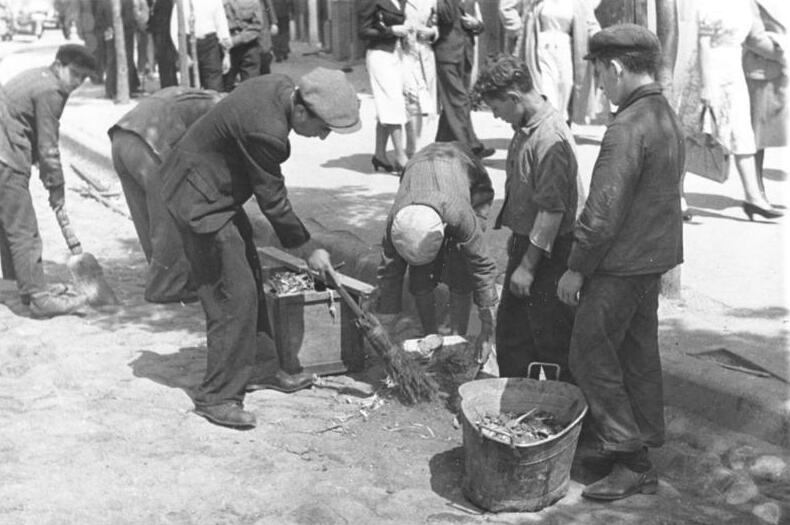
Ebrei del ghetto impiegati per la pulizia delle strade

Il 26 luglio 1941 in città fu imposto la costituzione di uno Judenrat, presieduto da Efraim Barasz, con il compito di eseguire gli ordini delle autorità tedesche di occupazione. Fu anche ordinata l'istituzione del ghetto con il trasferimento tra il 1° e il 5 agosto 1941 dell'intera popolazione ebraica della città e della regione, circa 50.000 persone, in un'area ristretta, circondata da una staccionata di legno e un filo spinato, e divisa in due parti dal fiume Biala.
Fino al 15 agosto 1941, Białystok rimase sotto il governo militare tedesco; da quella data divenne un territorio semi-incorporato del Reich annesso alla Prussia orientale, sotto l'amministrazione civile di Erich Koch nella sua qualità di Oberpräsident della Prussia orientale. Un decreto ordinava tutti gli ebrei di essere registrati e di indossare distintivi gialli sul petto e sulla schiena. Tutte le proprietà ebraiche al di fuori dell'area del ghetto furono confiscate.
Il ghetto di Białystok divenne rapidamente un centro importante per l'industria bellica tedesca. Tutti gli ebrei di età compresa tra i 15 e i 65 anni erano sottoposti al lavoro coatto. C'erano numerose fabbriche all'interno del ghetto, di proprietà dell'industriale tedesco Oskar Steffen. Altri ebrei erano impiegati in varie imprese tedesche al di fuori del ghetto. Tra il 18 e il 21 settembre 1941, 4.500 ebrei "inabili al lavoro" perche' malati o considerati "non qualificati" furono trasferiti nel ghetto di Pruzhany, 100 km a sud di Białystok. La maggior parte vi troveranno la morte quando quel ghetto fu liquidato alla fine di gennaio del 1943.
Come negli altri ghetti nazisti, le condizioni di vita erano molto dure. Lo spazio assegnato era del tutto insufficiente per il numero di abitanti; due o tre famiglie erano forzate a condividere una sola minuscola stanza. Le scorte di cibo erano limitatissime e ben al di sotto dei limiti di sussistenza. Il contrabbando di cibo era l'unico modo per evitare la fame su larga scala. In piccoli laboratori segreti, si producevano merci che venivano scambiate per il cibo con coloro che vivevano fuori dal ghetto. Per aumentare la disponibilità di cibo, lo Judenrat convertì i siti di edifici distrutti all'interno del ghetto in orti e frutteti. Lo Judenrat stesso divenne un importante datore di lavoro; più di 2000 persone vi lavoravano in vari dipartimenti: ospedali, farmacie, scuole, tribunali e altre istituzioni. Fu anche organizzata una Jüdischer Ordnungsdienst (forza di polizia ebraica) di 200 uomini.

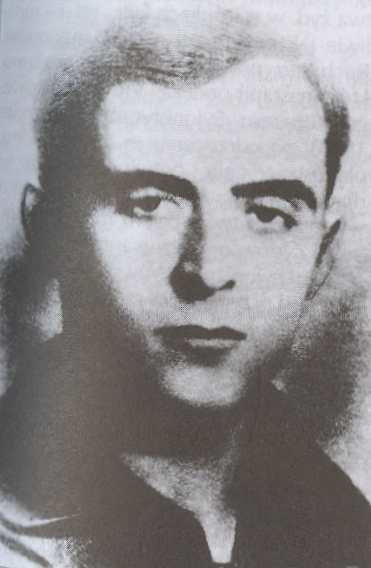
Mordechai Tenenbaum

Per tutto il 1942, le varie fazioni dei movimenti giovanili ebrei si riunirono in un fronte unitario con l'obiettivo di condurre una lotta armata contro i tedeschi. Nell'agosto del 1942 si giunse ad un'organizzazione unitaria sotto il comando di Edek Borak. Nel novembre 1942 Mordechai Tenenbaum (Josef Tamaroff) arrivò a Białystok dal ghetto di Varsavia per coordinare la resistenza. Su iniziativa di Tenenbaum, sostenuto da Barasz, fu istituito un archivio segreto. Nascosti al di fuori del ghetto e sopravvissuti alla guerra, i documenti in esso contenuti costituiscono una testimonianza inestimabile sulla vita del ghetto. Barasz e Tenenbaum cercarono anche di acquisire armi e munizioni dalla resistenza polacca, ma con scarsi risultati.
Per quanto direttamente coinvolto nel movimento di resistenza, come molti altri presidenti di Judenrat Barasz continuo' a ritenere che la migliore speranza di salvezza fosse nel rendersi indispensabili con la propria produttività all'economia bellica tedesca. Come nel caso del ghetto di Łódź, la preoccupazione di perdere i loro preziosi lavoratori ebrei porto' in effetti per molti mesi le autorità militari e civili tedesche a dilazionare i progetti di sterminio. Per tutto il 1942, i 41.000 ebrei di Białystok non furono toccati. La tregua tuttavia non duro' a lungo.
Tra il 5 e il 12 febbraio 1943, nel ghetto fu compiuto un primo massiccio rastrellamento, nel corso del quale furono uccisi 2.000 ebrei e altri 10.000 deportati a Treblinka in 5 trasporti. Alcuni piccoli focolai di resistenza furono prontamente repressi, e lo stesso Edek Borak fu arrestato e deportato.
Per placare le proteste degli industriali tedeschi, il 19 febbraio fu assicurato che per motivi economici il ghetto di Białystok, ridotto ora a 30.000 abitanti, sarebbe rimasto intatto fino alla fine della guerra. Nell'estate 1943 tuttavia Himmler ne ordinò l'immediata liquidazione, affidandone l'incarico a Odilo Globočnik. Nella notte tra il 15 e il 16 agosto 1943, la polizia tedesca, le unità delle SS e gli ausiliari ucraini circondarono il ghetto. Barasz fu convocato dalla Gestapo e informato che quasi tutti gli abitanti del ghetto sarebbero stati trasferiti a Lublino.

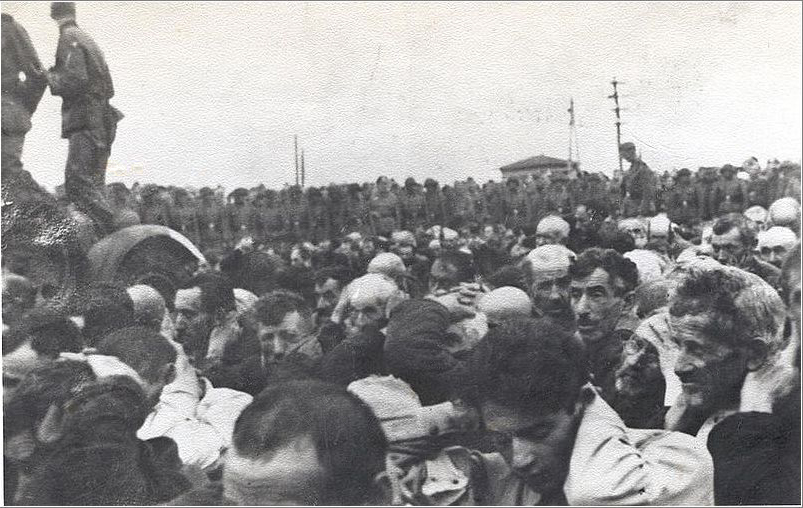
La liquidazione del ghetto di Białystok

La resistenza decise di passare all'azione. La rivolta del ghetto di Białystok duro' cinque giorni. I rivoltosi cercarono disperatamente di aprirsi un varco per permettere la fuga nella foresta, ma poco poterono di fronte alla schiacciante superiorità di uomini e armamenti del nemico. Centinaia di ebrei morirono nei combattimenti.
Le deportazioni cominciarono il 18 agosto e si conclusero in pochi giorni. 7.600 ebrei furono trasportati a Treblinka; altre migliaia furono inviate a Majdanek, dove ebbe luogo una selezione. Quelli ritenuti abili al lavoro furono smistati in vari campi di lavoro: a Poniatowa, Blizyn o Auschwitz.
1.260 bambini di Białystok, tra i 6 e i 15 anni, furono deportati a Terezin (Theresienstadt) dove giunsero in condizioni deplorevoli il 24 agosto 1943. Da lì i 1196 ancora in vita saranno trasferiti dopo poche settimane il 7 ottobre 1943 ad Auschwitz, dove saranno tutti immediatamente uccisi insieme ai loro accompagnatori.
A Białystok rimasero nel ghetto (ridotto nelle sue dimensioni) circa 2000 persone, anch'esse poi deportate dopo tre settimane, il 15 settembre 1943, a Majdanek, compreso Efraim Barasz. Saranno uccise per la maggior parte il 3 novembre nel corso della cosiddetta Aktion Erntefest.

### Epilogo
Quando l'Armata Rossa giunse a Białystok il 27 luglio 1944, solo 300-400 ebrei del ghetto erano rimasti in vita. Sopravvissuti alla guerra erano 60 dei 150 combattenti della rivolta del ghetto di Białystok che erano riusciti a fuggire e ad unirsi ai partigiani. Alcune decine di ebrei erano rimasti nascosti da conoscenti o amici non ebrei al di fuori del ghetto. Circa 200 furono quelli che fecero di ritorno dai campi di lavoro o di sterminio. Tra di loro erano Zalman Edelman e Shimon Amiel, fuggiti il 15 maggio 1944 dal Sonderkommando 1005 al quale erano stati assegnati con altri compagni nell'estate 1943 con il compito di esumazione e cremare dei corpi degli uccisi nei molti eccidi avvenuti nel distretto di Białystok.

## La memoria

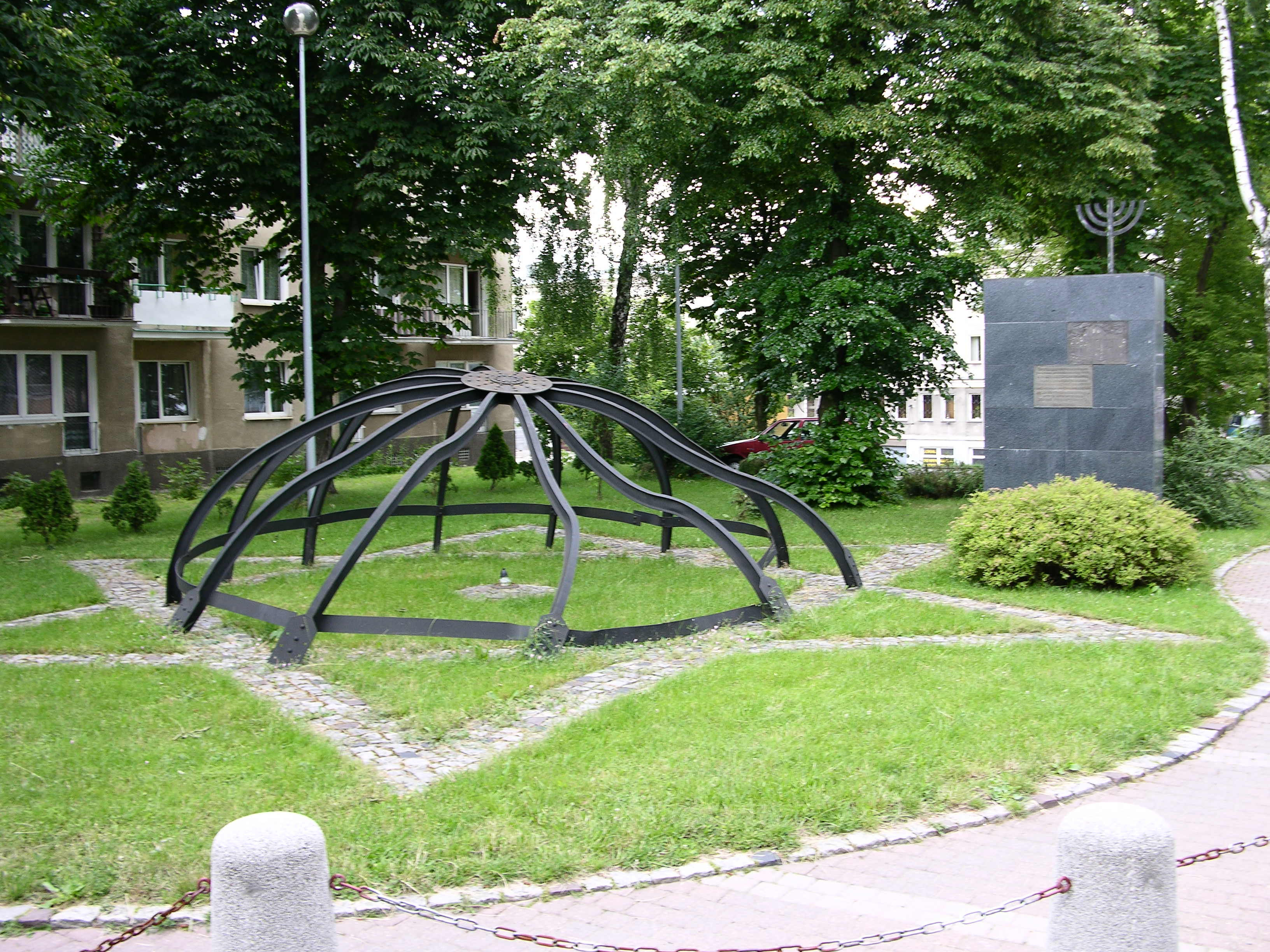
Memoriale sul luogo dove sorgeva la Sinagoga grande di Białystok

Nel 1947 un obelisco fu eretto in memoria dei combattenti della rivolta del ghetto di Białystok.
Nel 1995 sul luogo dove sorgeva la Sinagoga grande di Białystok fu eretto in memoria della vittime dell'eccidio del 27 giugno 1941 un monumento in metallo che ricorda la forma della struttura deformata della cupola dell'edificio.
Un altro recente monumento è dedicato alle vittime del ghetto.